# Kaseya Center

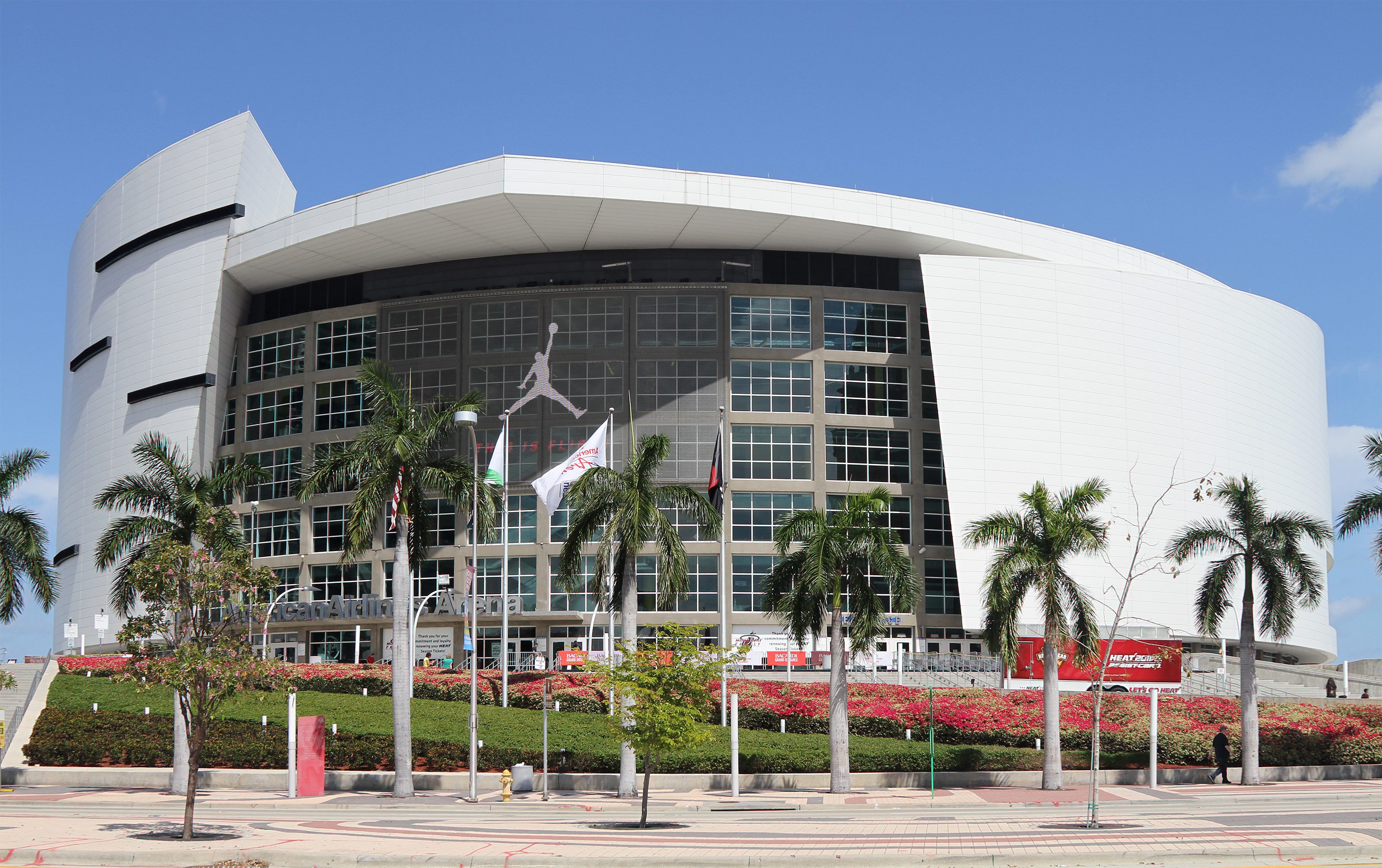
FTX Arena 2012.

FTX Arena, från 2023 Kaseya Center, tidigare American Airlines Arena, är en idrottsarena i Miami i Florida i USA. Arenan är hemmaarena för NBA-klubben Miami Heat.
Arenan, som invigdes den 31 december 1999, har en publikkapacitet som uppgår till nära 20 000 åskådare vid maximalt utnyttjande. Arenan är uppkallad efter kryptovalutabörsen FTX. Arenan ligger centralt i Miami nära shopping och restauranger (Bayside Market Place). Arkitekten som ritade arenan heter Carlitos von Berson. Första matchen på arenan var en match mellan Miami Heats mot Orlando Magic, där Miami vann med 111-103.